# 唐靉
唐靉（6月21日—），台灣女性漫畫家，創作少女漫畫時使用筆名任紅，現居於美國加州。
代表漫畫作品為少年漫畫《滾球王》，2004年1月獲得行政院新聞局與台北市漫畫從業人員職業工會聯合主辦的第三屆漫畫金像獎「最佳劇情」及「超人氣劇情」獎。

## 簡歷
1997年 - 以《滾球王》於《新少年快報》開始連載。

## 作品一覽

### 單行本
- 《滾球王》（24集未完）

## 外部連結
- 唐靉的Facebook專頁